# (7371) 1978 VA6
(7371) 1978 VA6 là một tiểu hành tinh nằm ở rìa ngoài của vành đai chính. Nó được phát hiện bởi Eleanor F. Helin và Schelte J. Bus ở Đài thiên văn Palomar ở Quận San Diego, California, ngày 7 tháng 11 năm 1978.